# Virgil Rainer

Virgil Rainer, 1919

Virgil Rainer (* 27. November 1871 in Matrei in Osttirol; † 24. Oktober 1948 in Innsbruck) war ein österreichischer Bildhauer.

## Ausbildung und Leben

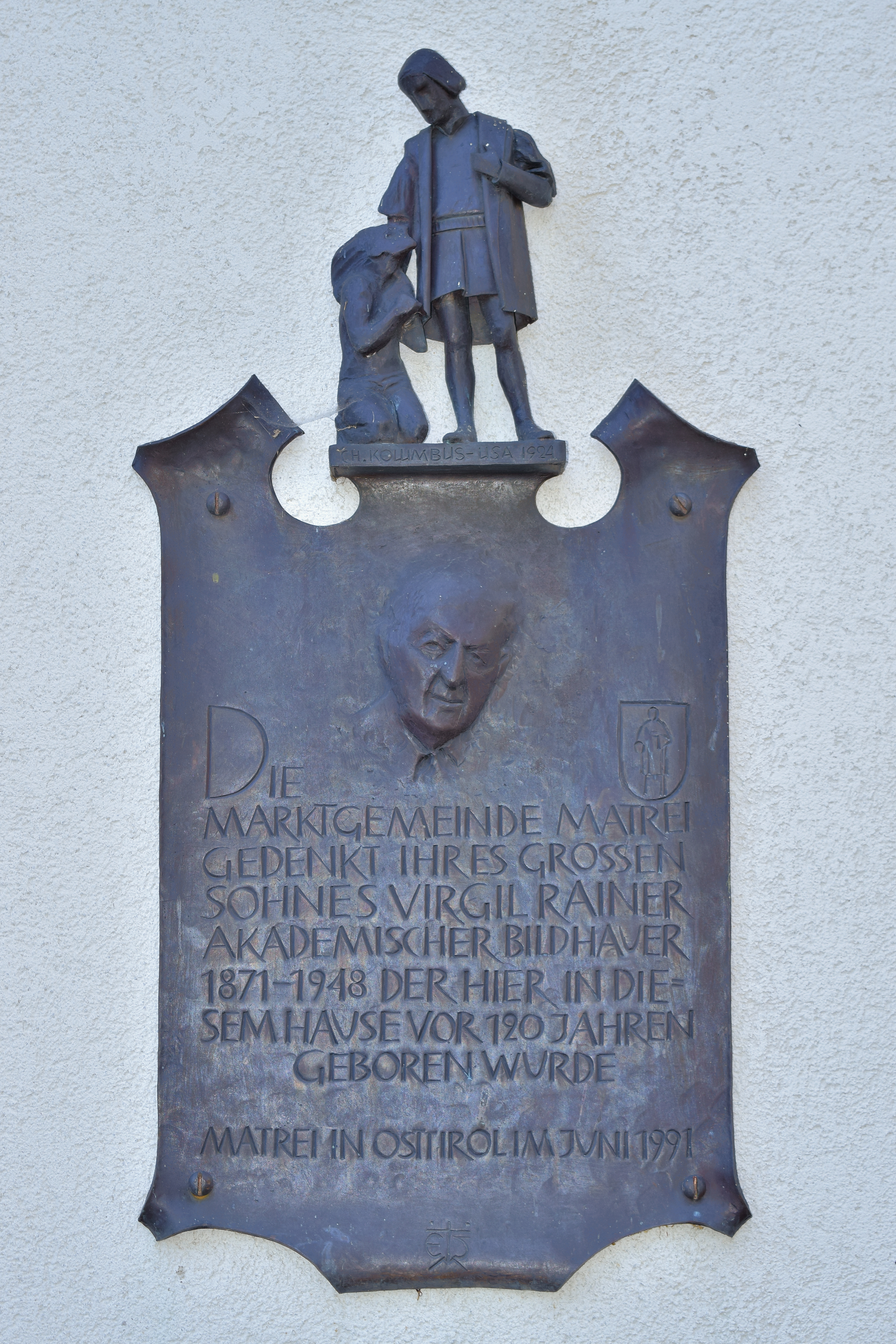
Gedenktafel an Rainers Geburtshaus

Virgil Rainer wurde als Bauernsohn auf dem Messnerhof in der Fraktion Ganz der Gemeinde Matrei in Osttirol geboren. Er besuchte bis 1894 die Staatsgewerbeschule in Innsbruck, später die Königliche Kunstgewerbeschule München. Von 1903 bis 1910 studierte er an der Akademie der Bildenden Künste Wien bei Hans Bitterlich und Edmund Hellmer. 1912 eröffnete er ein Atelier in Wien, später in Berlin.
Mit Ausbruch des Ersten Weltkrieges 1914 kehrte er nach Tirol zurück und diente bei den Kaiserjägern. In der wirtschaftlich ungünstigen Zeit nach dem Ersten Weltkrieg ging er nach Amerika und lebte von 1921 bis 1925 in Chicago und Milwaukee. Dort schuf er neben vielen anderen Arbeiten als eines seiner monumentalsten Werke das Standbild des Christoph Columbus für die Universität Chicago. Von 1926 bis zu seinem Tod war er in Innsbruck ansässig. Rainer schuf vor allem Werke der religiösen Großplastik in naturalistischem und von der Secession  beeinflusstem Stil.

## Werke (Auswahl)

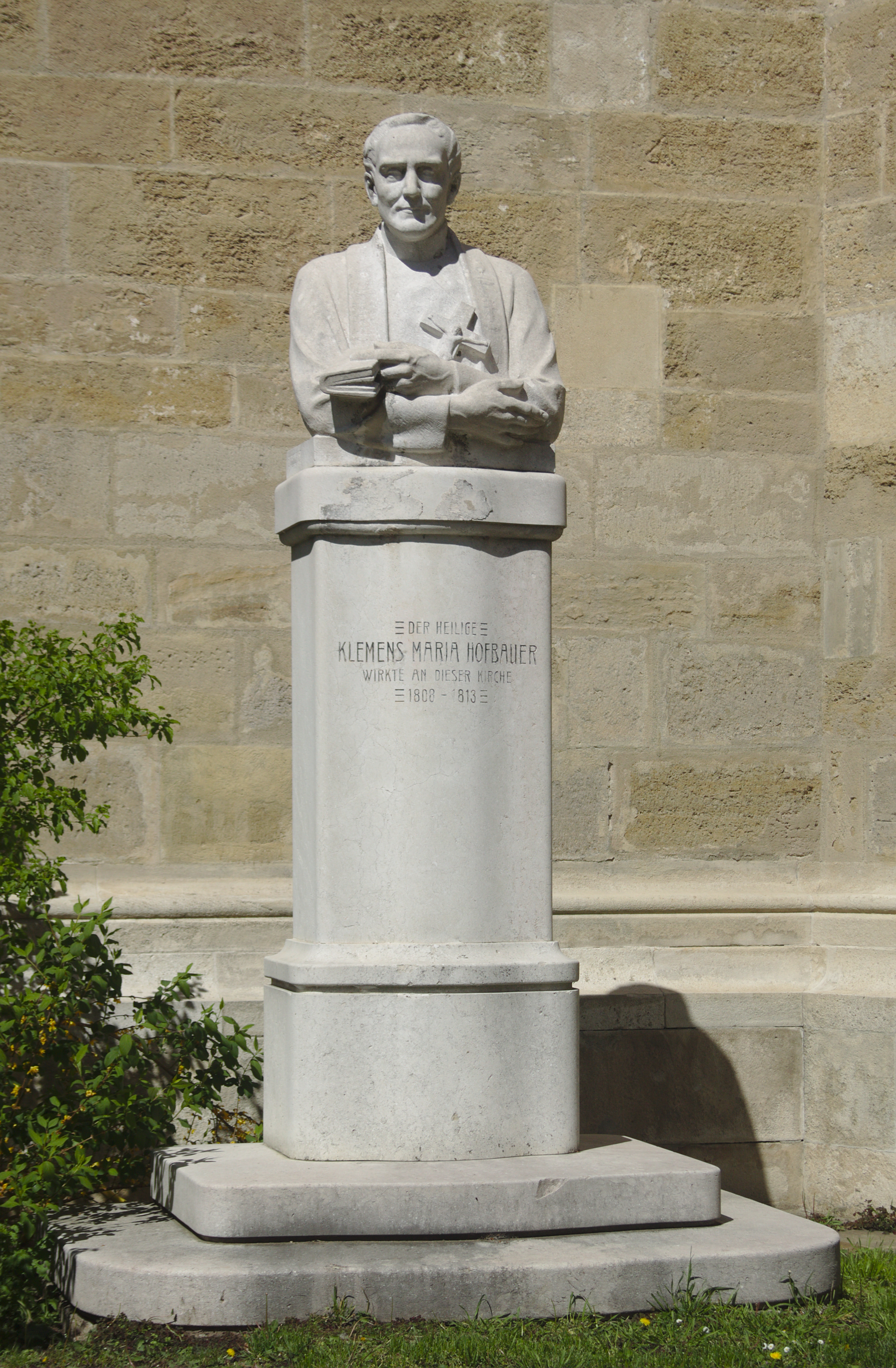
Büste Klemens Maria Hofbauer an der Minoritenkirche in Wien, 1913

- Denkmal für die Freiheitskämpfer Panzl und Wallner vor dem Friedhof Matrei in Osttirol, 1909
- Freiheitskämpferdenkmal in St. Veit in Defereggen, 1909
- Klemens-Maria-Hofbauer-Denkmal in Wien, 1913
- Reliefs Auferstandener, Christus Salvator und Wappen am Kaiserjägerdenkmal, Tummelplatz Innsbruck, 1918[1]
- Kriegerdenkmal Erster Weltkrieg, Heiterwang, um 1920[2]
- Kunststeinrelief des hl. Georg, Kriegerdenkmal in Schmirn, 1925[3]
- Kriegerdenkmal in Landeck, 1930[4]
- Kalksteinrelief Madonna mit Kind, Hochaltar der Pfarrkirche Pradl, Innsbruck, 1931 (1955 entfernt)[5]
- Relief hl. Christophorus am Haus Leopoldstraße 31, Innsbruck, 1932
- Bronzerelief Josef Pembaurs im Foyer des Tiroler Landeskonservatoriums, Innsbruck, 1933[6]